# Кувшинные погребения (Приморское)
Кувши́нные погребения — кувшинные захоронения скелетированных останков человека, обнаруженные на окраине села Приморское в Гудаутском районе республики Абхазии. Кувшинные захоронения Абхазии локализуются между Сухумом и Гагрой (Цкуара (Приморское), Эшера, Красный Маяк, Гагра, Апшду-ны).

## Обнаружение
Первое кувшинное захоронение в Абхазии было обнаружено в 1926 году в селе Цкуара (Приморском). Могильник находится на восточной окраине села на спуске к речке Цкуара. Два сильно разбитых погребения были вскрыты во время распашки земельного участка.

## Описание
Исследования проводили археологи В. И. Стражев и М. М. Иващенко; затем более расширенные А. С. Башкиров. Со слов находчика, урны стояли вверх дном на плитках из песчаника. Сосуды орнаментированы ёлочными узорами. Рядом с ними находились копьё, кинжал, наконечник стрелы, остроконечный шлем, фибула, несколько спиралевидных украшений, шейная гривна, которые очевидно лежали в пифосах.

## Датировка
Известным наиболее датирующим предметом среди всех находок является бронзовый шлем урартско-ассирийского типа, время бытования которого датируется VIII—VII веками до н. э., чему не противоречит и остальной погребальный инвентарь.